# Bolesław Bałzukiewicz
Bolesław Bałzukiewicz (ur. 12 lutego 1879 w Wilnie, zm. 13 lutego 1935 tamże) – polski rzeźbiarz, profesor Uniwersytetu Stefana Batorego; brat malarza Józefa Bałzukiewicza i malarki Łucji Bałzukiewicz.

## Życiorys
Początkowo kształcił się w Szkole Rysunkowej Iwana Trutniewa w Wilnie.
W latach 1897–1902 studiował w Akademii Sztuk Pięknych w Krakowie, w pracowni Konstantego Laszczki i Alfreda Dauna, później w Państwowej Wyższej Szkole Sztuk Pięknych w Paryżu. Był współpracownikiem Antoniego Wiwulskiego w czasie pracy nad pomnikiem Grunwaldzkim w Krakowie.
Bolesław Bałzukiewicz jest autorem wielu pomników, m.in. kompozytora Stanisława Moniuszki i mecenasa sztuki Józefa Montwiłła; oba znajdują się na skwerach przykościelnych w Wilnie. Stworzył też wiele rzeźb alegorycznych, jak „Emigranci”, „Sieroty”, „Wojna”. Stworzył też popiersia Adama Mickiewicza i Joachima Lelewela, a także nagrobek brata Józefa Bałzukiewicza.
W roku 1919 został powołany na stanowisko profesora rzeźby na Uniwersytecie Stefana Batorego w Wilnie. Pozostał na tym stanowisku do końca życia w roku 1935.
Bolesław Bałzukiewicz został pochowany na cmentarzu Na Rossie w Wilnie.